# Estación Intermodal La Cisterna
La Estación Intermodal La Cisterna (también llamada Estación Intermodal Gabriela Mistral) corresponde a una estación  intermodal de buses urbanos y el ferrocarril metropolitano, ubicada en la comuna de La Cisterna, en el sur de Santiago, Chile. Sirve a un millón de santiaguinos de la zona sur de la capital con sus servicios de transporte; hacia 2016 ingresaban a dicha terminal 930 000 buses al año, y su afluencia diaria alcanzaba las 180 000 personas.
La Estación Intermodal La Cisterna es uno de los principales proyectos de infraestructura realizados en el marco de la puesta en marcha del nuevo sistema de transporte urbano de Santiago, Transantiago. La estación, localizada en la esquina suroriente de la Avenida Circunvalación Américo Vespucio y la Gran Avenida José Miguel Carrera, posee conexión directa con la estación La Cisterna del Metro, la cual sirve como conexión de las líneas 2 y 4A.
La estación se encuentra funcionando desde mediados de 2007, iniciando un período de marcha blanca el sábado 26 de mayo de ese año al albergar tres recorridos locales de la zona G. La puesta en servicio definitiva ocurrió el 23 de enero de 2008.

## Características

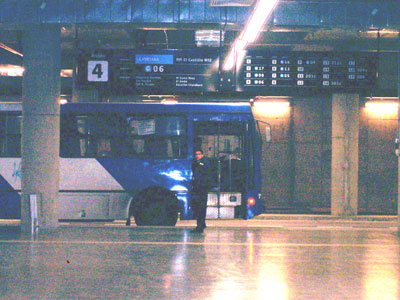
Vista del Andén 4 de la EIM.

- Tiene una superficie total de 60.000 m² construidos, distribuidos en 5 pisos, con 5.203 m² de superficie destinada a comercio.[2]
- Posee conexión directa a las líneas 2 y 4A del Metro de Santiago.
- Posee un terminal de buses interurbanos de 16 andenes.
- Posee un terminal intermodal de buses, con 10 andenes para recorridos alimentadores en el primer subterráneo y 9 andenes para troncales en el segundo subterráneo, además de paraderos de taxis y taxis colectivos en el tercer piso.[3]
- Posee estacionamientos públicos sobre el centro comercial.
- En su interior existe un centro comercial de 43 locales, el que incluye: 
  - Dos supermercados Santa Isabel
  - Tiendas de mediana superficie: Abcdin
  - Tiendas de conveniencia: San Camilo, MaxiK
  - Patio de comidas: Doggis, Kentucky Fried Chicken, Pedro Juan & Diego, Juan Maestro, Savory y Tarragona
  - Perfumerías: PreUnic y Maicao
  - Bancos: Banco Falabella
  - Oficina de Correos Chile
  - Farmacias: Ahumada, Cruz Verde, Salcobrand y Dr. Simi
  - Celulares: Entel, WOM y Claro
  - Gimnasio: Pacific Fitness
  - Educación: Tronwell
  - Tiendas minoristas[4][5]

## Recorridos de Red
Nivel -1
| Andén | Servicio | Destino               | Recorrido |
| ----- | -------- | --------------------- | --- |
| 1     | G16      | El Castillo           | Vicuña Mackenna - Julio Covarrubias - Los Raulíes - Av. Padre Hurtado - Av. Lo Blanco - Mapuhue - El Ombú - Acceso Sur                                                    |
| 2     | G05      | El Castillo           | Gran Avenida (P. 28 a 36) - Av. Lo Martínez - Las Canteras - Av. San Francisco - Av. Lo Blanco - Av. Gabriela - Batallón Chacabuco - Acceso Sur                           |
| 3     | G13      | El Castillo           | Vicuña Mackenna - Julio Covarrubias - Los Raulíes - Av. Lo Martínez - Julio Barrenechea - Gabriela - Santa Rosa - El Ombú - Acceso Sur                                    |
| 4     | G15      | Santo Tomás           | Gran Avenida (P. 28 a 32) - Av. El Observatorio - General Arriagada - María Elena                                                                                         |
| 5     | G04      | Santo Tomás           | Vicuña Mackenna - Julio Covarrubias - Venancia Leiva - Santo Tomás - San Miguel - María Elena                                                                             |
| 6     | 211c     | San Bernardo          | Gran Avenida (P. 28 a 41) - Estación Freire - Av. Urmeneta - José Joaquín Pérez - Av. General Urrutia                                                                     |
| 7     | G08      | Población La Selva    | Vicuña Mackenna - Av. San Francisco - Santa Teresa - Santa Marta - Estación Freire - Av. Urmeneta - Av. Eucaliptus - Los Suspiros - Rinconada de Nos                      |
| 7     | G08v*    | Nos                   | Vicuña Mackenna - Av. San Francisco - Av. Lo Blanco - Pedro Sánchez de la Hoz - Av. Colón - Av. Urmeneta - Av. Eucaliptus - Av. Central - Estación 5 Pinos - Av. Portales |
| 8     | 219e*    | Ciudad Empresarial    | Autopista Vespucio Sur - Plaza Egaña - Príncipe de Gales - Escuela Militar - Av. del Parque                                                                               |
| 8     | G08v**   | Nos                   | Vicuña Mackenna - Av. San Francisco - Av. Lo Blanco - Pedro Sánchez de la Hoz - Av. Colón - Av. Urmeneta - Av. Eucaliptus - Av. Central - Estación 5 Pinos - Av. Portales |
| 9     | G22      | Estación 5 Pinos      | Víctor Plaza Mayorga - Ochagavía - Av. América - Eyzaguirre - Nueva Espejino - General Urrutia - Estación 5 Pinos                                                         |
| 10    | 228      | Estación San Bernardo | Vicuña Mackenna - Av. San Francisco - Santa Teresa - Camino Padre Hurtado - Martín de Solís - San José - Estación San Bernardo                                            |

* Sólo horario punta mañana (lunes a viernes, excepto festivo) 
** Resto del día
Nivel -2
| Andén | Servicio          | Destino                  | Recorrido |
| ----- | ----------------- | ------------------------ | --- |
| 11    | Andén de descarga | Andén de descarga        | Andén de descarga |
| 12    | 444               | Intermodal Aeropuerto    | Trinidad Ramírez - Av. Américo Vespucio - Mall Plaza Oeste - Mall Arauco Maipú - Av. José Manuel Guzmán Riesco - Río Refugio - Av. Armando Cortinez - Intermodal Aeropuerto |
| 13    | 428               | Quilicura                | Trínidad Ramírez - Av. Américo Vespucio - General San Martín - Plaza de Quilicura - Manuel Antonio Matta - Carlos Guzmán Vélez |
| 14    | 428e              | Los Libertadores         | Trinidad Ramírez - Av. Américo Vespucio - Lo Campino - Pasarela Alcalde Guzmán - Av. Independencia |
| 15    | E18               | Bellavista de La Florida | La Bandera - Hosp. Padre Hurtado - Bahía Catalina - La Granja - Linares - Gerónimo de Alderete - Vicente Valdés - Bellavista de La Florida |
| 16    | 301c              | Angelmó                  | Av. Padre Hurtado - Hospital El Pino - Camino Padre Hurtado - San José |
| 17    | F05               | Pie Andino               | Vicuña Mackenna - Av. San Francisco - Esperanza - Benjamín Subercaseaux - Av. San José de la Estrella - Bahía Catalina - Av. Gabriela - Hospital Sótero del Río - Av. El Peñón - Av. Las Nieves Oriente - Av. México - Pie Andino                                                                 |
| 18    | F20               | Pie Andino               | Gran Avenida (P. 28 a 32) - Av. El Observatorio - Av. San Francisco - Av. Lo Martínez - Ciudad de México - Av. Gabriela - Hospital Sótero del Río - Gabriela Oriente - Nonato Coo - Av. Las Nieves Oriente - Av. México - Pie Andino                                                              |
| 19    | F06               | Pie Andino               | Gran Avenida (P. 28 a 31) - Alejandro Guzmán - Julio Covarrubias - Los Raulíes - Av. Lo Martínez - Bernardino Parada - Ciudad de México - Plaza de La Pintana - Batallón Chacabuco - Luis Matte Larraín - Av. Gabriela - Hospital Sótero del Río - Av. Gabriela Oriente - Av. México - Pie Andino |

## Construcción
Este proyecto estaba originalmente diseñado para inaugurarse en agosto de 2006, según el cronograma de actividades del Transantiago. Sin embargo, dicho cronograma se retrasó y el plan maestro de transporte urbano se implementó recién el 10 de febrero de 2007. Las obras de construcción, en tanto, se retrasaron y se estimó recién su puesta en marcha para mayo de 2007.
El arquitecto a cargo de la estación intermodal La Cisterna, Alberto Montealegre, expresó sus inquietudes respecto al funcionamiento de la recién terminada pero aún no inaugurada estación; considerando los posibles problemas que pueden surgir en la orientación de los usuarios, dado la gran envergadura de la construcción.
Además, se cree que habrá que implementar transitoriamente "zonas pagas" en alguno de los andenes de la intermodal si los flujos de pasajeros son abundantes, como se ha percibido durante los últimos dos meses en el lugar. Esta medida se estudiará luego de que se determine cuáles serán los servicios más demandados por los pasajeros. En paralelo, se capacitará a un grupo de entre 15 y 20 personas para que guíe a los usuarios hasta el área donde deben abordar su bus y realizar sus combinaciones en principio.